# Transcontinental-and-Western-Air-Flug 513
Der Transcontinental-and-Western-Air-Flug 513 (Flugnummer: TW513) war ein Trainingsflug der Transcontinental and Western Air am 11. Juli 1946 mit Start und Ziel auf dem Reading Regional Airport, Pennsylvania. Auf diesem Flug verunfallte eine Lockheed L-049 Constellation, nachdem es im Flug zu einem Brand gekommen war. Bei dem Zwischenfall wurden fünf der sechs Insassen an Bord der Maschine getötet. Es handelte sich um den weltweit ersten Unfall mit diesem Flugzeugtyp, bei dem Todesopfer zu beklagen waren.

## Maschine
Die Maschine war eine Lockheed L-049 Constellation mit der Werknummer 2040, die 1945 gebaut und im Februar 1946 an die Transcontinental and Western Air ausgeliefert wurde. Die Maschine wurde mit dem Luftfahrzeugkennzeichen NC86513 zugelassen und erhielt den Taufnamen Star of Lisbon und die Flottennummer 513, die zu einem späteren Zeitpunkt in 557 umgeändert wurde. Das viermotorige Langstreckenflugzeug war mit vier luftgekühlten 18-Zylinder-Doppelsternmotoren vom Typ Curtiss-Wright R-3350 (745C18BA3) Cyclone ausgerüstet, die jeweils eine Leistung von 2500 PS (1838 kW) hatten. Bis zum Zeitpunkt des Unfalls hatte die Maschine 959 Betriebsstunden absolviert.

## Besatzung
Den Trainingsflug mit Start und Ziel auf dem Flughafen Reading hatten sechs Besatzungsmitglieder angetreten:
- Prüfkapitän war der 27-jährige Richard Farrow Brown aus Cocoa, Florida, der über 2.477 Stunden Flugerfahrung verfügte, von denen er 196 Stunden im Cockpit der Lockheed Constellation absolviert hatte.
- Der 33-jährige Flugkapitän Arthur Normal Nilsen stammte aus Norfolk, Massachusetts und wurde auf der Lockheed Constellation ausgebildet. Er verfügte über 5.520 Stunden Flugerfahrung, von denen er nur 15 Stunden im Cockpit der Lockheed Constellation abgeleistet hatte.
- Der 36-jährige John Staufer aus Alexandria, Virginia war der Flugingenieur auf dem Flug.
- Der 32-jährige Charles Carmon Semola aus Arlington, Virginia, war auf dem Flug auszubildender Flugingenieur.
- Der 29-jährige William Eugene Amther aus Washington, D.C. und der 25-jährige Douglas Lee Herrin aus Tuscaloosa, Alabama fungierten auf dem Flug als assistierende Erste Offiziere.

## Flugverlauf und Unfallhergang
Die Maschine starte um 11:21 Uhr in Reading zu einem lokalen, instrumentengestützten Trainingsflug. Die Maschine stieg nach dem Start auf eine Flughöhe von 3.000 Fuß und wurde in ein Gebiet vier Kilometer östlich des Flughafens Reading geflogen, wo die Höhe gehalten wurde und der Instrumentenanflug geübt werden sollte. Kurz darauf nahm die Flugbesatzung einen Geruch von brennendem Isolierungsmaterial wahr, konnte die Quelle jedoch nicht sofort ermitteln. Gegen 11:37 Uhr ging der Flugingenieur in den hinteren Teil der Maschine, um den Ursprung der Rauchentwicklung zu ermitteln. Als er die Cockpittür öffnete, stellte er fest, dass die gesamte Kabine mit Rauch gefüllt war. Die Besatzung versuchte sofort, den Brand mit einem Feuerlöscher aus dem Cockpit zu löschen, war jedoch aufgrund des dichten Rauchs und der Hitze nicht in der Lage, die Kabine zu betreten. Der Rauch zog durch die offene Cockpittür ins Cockpit, wodurch die Sicht auf die Instrumente für die Piloten stark erschwert wurde. Der auszubildende Flugingenieur öffnete die Ausstiegsluke, um den Rauch abziehen zu lassen, hierdurch wurde jedoch der Rauchfluss aus der Kabine ins Cockpit verstärkt, sodass es für die Piloten nun nahezu unmöglich wurde, die Instrumente abzulesen oder durch die Cockpitscheiben zu blicken. Der Kapitän öffnete das rechte Cockpitfenster und versuchte zum Flughafen Reading zurückzufliegen, um dort eine Notlandung vorzunehmen, indem er die Leistung der Triebwerke drosselte, die Maschine sinken ließ und seinen Kopf durch das offene seitliche Cockpitfenster streckte. Aufgrund der immer größer werdenden Hitze im Cockpit und der Rauchdichte wurde es für die Piloten immer schwieriger, die Maschine zu kontrollieren. Als sich die Maschine zwei Meilen nordwestlich des Flughafens und in einer Höhe von 100 Fuß befand, zog der Kapitän seinen Kopf wieder zurück ins Cockpit und versuchte, die Maschine blind notzulanden. Die Maschine berührte zwei etwa 25 Fuß über dem Boden gespannte Stromleitungen, streifte mit der linken Flügelspitze Felsen und prallte gegen den Stamm eines großen Baumes. Das Flugzeug fiel zu Boden, drehte sich nach links und schlitterte etwa 1.000 Fuß weit über ein Getreidefeld, wobei die linke Tragflächenverkleidung, die Auftriebshilfen und das Querruder abbrachen. Das Flugzeug drehte sich weiter nach links und schlitterte nach einer Drehung um mehr als 90 Grad durch eine Baumreihe und gegen Telefonmasten entlang einer angrenzenden Straße und kam auf einer Weide etwa 150 Fuß hinter der Straße zum Stehen. Vier der sechs Besatzungsmitglieder wurden unmittelbar beim Unfall getötet. Beide Piloten überlebten zunächst und wurden ins Reading Hospital verbracht, wo Flugkapitän Nilsen kurz darauf verstarb. Einzig der Prüfkapitän Brown überlebte die Unfallfolgen.

## Ursache
Nach dem Unfall nahm das Civil Aeronautics Board die Ermittlungen bezüglich der Unfallursache auf. Die Ermittler kamen zu dem Schluss, dass die wahrscheinliche Unfallursache ein Defekt an mindestens einem der Generatorkabel im vorderen Gepäckabteil war. Hierdurch seien eine starke lokale Hitzeentwicklung und elektrische Lichtbögen entstanden, die die Rumpfisolierung entzündeten. In der Folge sei es zu einer Bildung von dichtem Rauch gekommen, sodass es für die Piloten unmöglich wurde, die Maschine dauerhaft unter Kontrolle zu halten. Als beitragender Faktor wurden unzureichende Inspektionsvorschriften vermerkt, was dazu geführt habe, dass Defekte am Flugzeug über einen langen Zeitraum bestehen blieben und solche Ausmaße annahmen, dass eine gefährliche Situation entstand.